# Sentō
Sentō (銭湯?) este baia publică japoneză cu plată (în 2009, cam 400 de yeni), care poate fi găsită în zonele urbane.

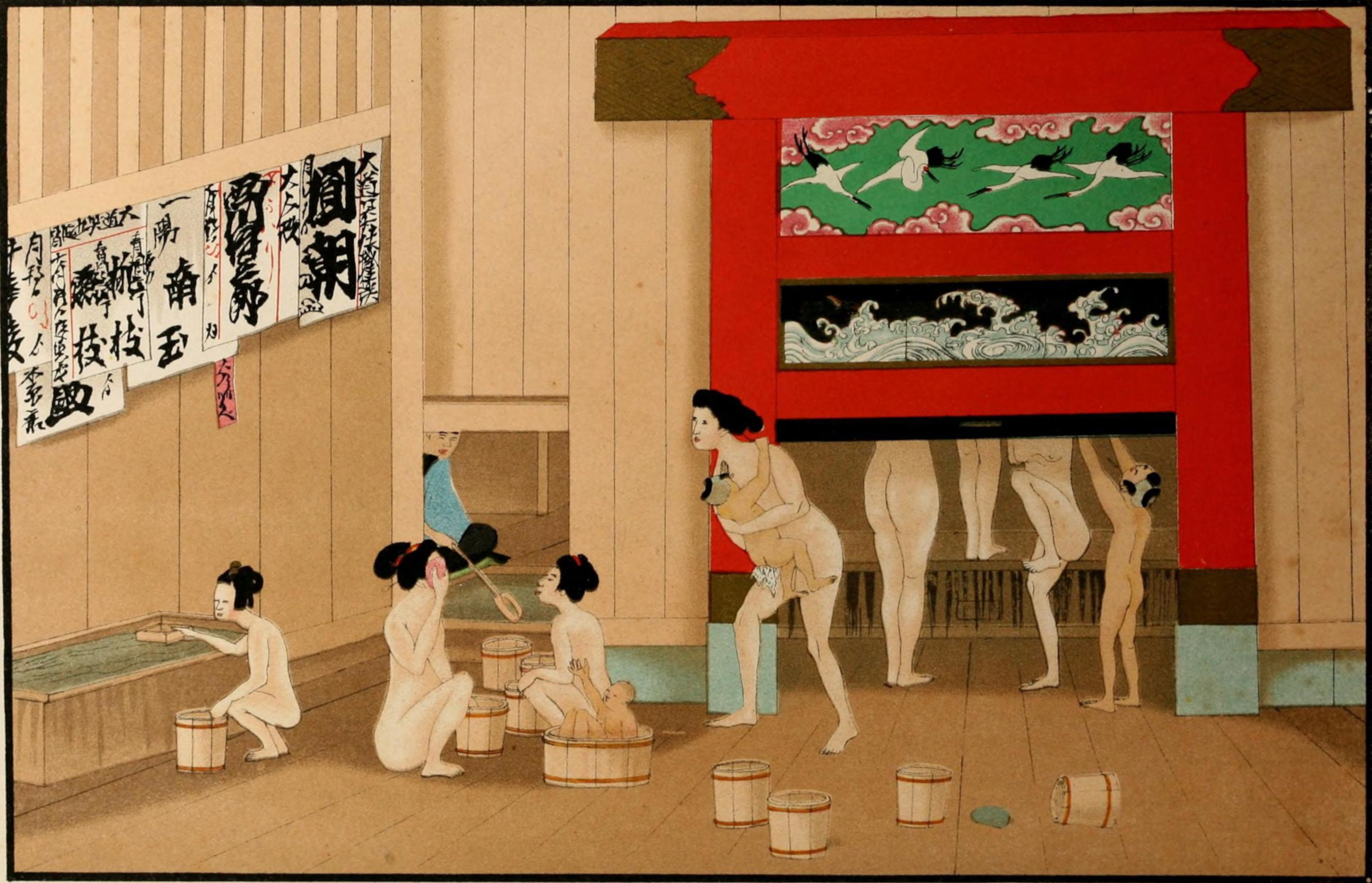
Sentō în era Edo

Datorită legilor stricte antiincendiu din trecut, locuințele particulare din zonele urbane nu aveau voie să aibă baie, deoarece apa ar fi trebuit încălzită la foc deschis, ceea ce era un pericol real de incendiu. Totuși, pentru japonezi igiena personală fiind de primă importanță, existau mai multe băi publice în fiecare cartier.
Datorită faptului că majoritatea locuințelor japoneze acum au baie, numărul băilor publice a scăzut mult, dar mai pot fi găsite în cartierele unde sunt multe locuințe de închiriat care nu au baie proprie.
Sentō-urile sunt împărțite în secțiuni separate pentru cele două sexe, iar orele de deschidere sunt de obicei de după-masă până pe la 12 noaptea.
Deasupra intrării este o perdea, noren, de obicei albastră, pe care scrie fie silaba hiragana ゆ (yu) sau kanji-ul omolog, 湯, ambele fiind simbolul pentru "apă caldă", adică "baie".

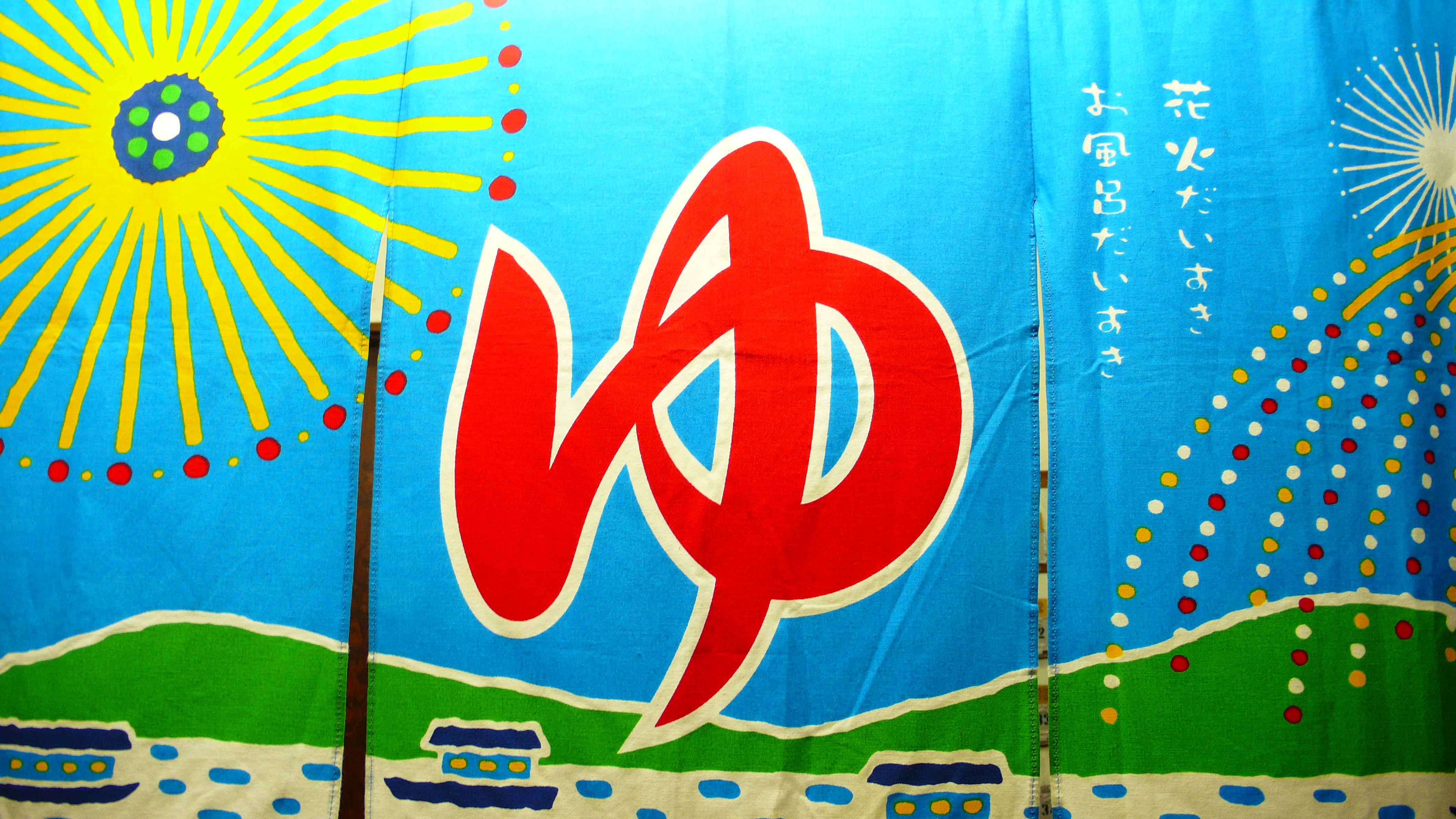
Perdeaua noren cu simbolul pentru "baie"

La intrare sunt dulăpioare care se pot încuia, unde se pun pantofii. De acolo mergi în vestiar, unde te dezbraci la pielea goală, și unde îți pui hainele fie într-un alt dulăpior care poate fi încuiat, sau într-un coș care se pune pe un raft (stil des folosit de clienții permanenți). În vestiar, care este cam de 10 X 10 m, cu tavanul foarte înalt (3-4 metri) și care poate avea podeaua parțial acoperită cu tatami (saltea din paie de orez), sunt chiuvete, câteva mese, scaune, foen, și poate fi și un cântar, aparat de măsurat înălțimea etc.
Baia propriu-zisă este de obicei despărțită de vestiar printr-o ușă glisantă. De obicei, se ține un mic prosop în fața organelor genitale la intratul în încăpere, prosop pe care apoi mulți îl folosesc pentru frecat corpul la spălare, și pe care apoi îl țin împăturat pe cap când șed în bazin.
La pereți sunt compartimente de spălat (robinete de apă rece și caldă, duș, lighene de plastic sau lemn, scăunele de plastic sau lemn, etc.), iar bazinele (de obicei 2 sau 3, cu temperaturi ale apei diferite) sunt de obicei pe cele două părți ale încăperii unde nu sunt compartimentele de spălat. Utilizatorii se spală mai întâi la aceste compartimente (cu săpun, șampon etc. adus de acasă sau care poate fi cumpărat; uneori se găsește gratis, fiind inclus în preț), iar apoi intră în bazin.

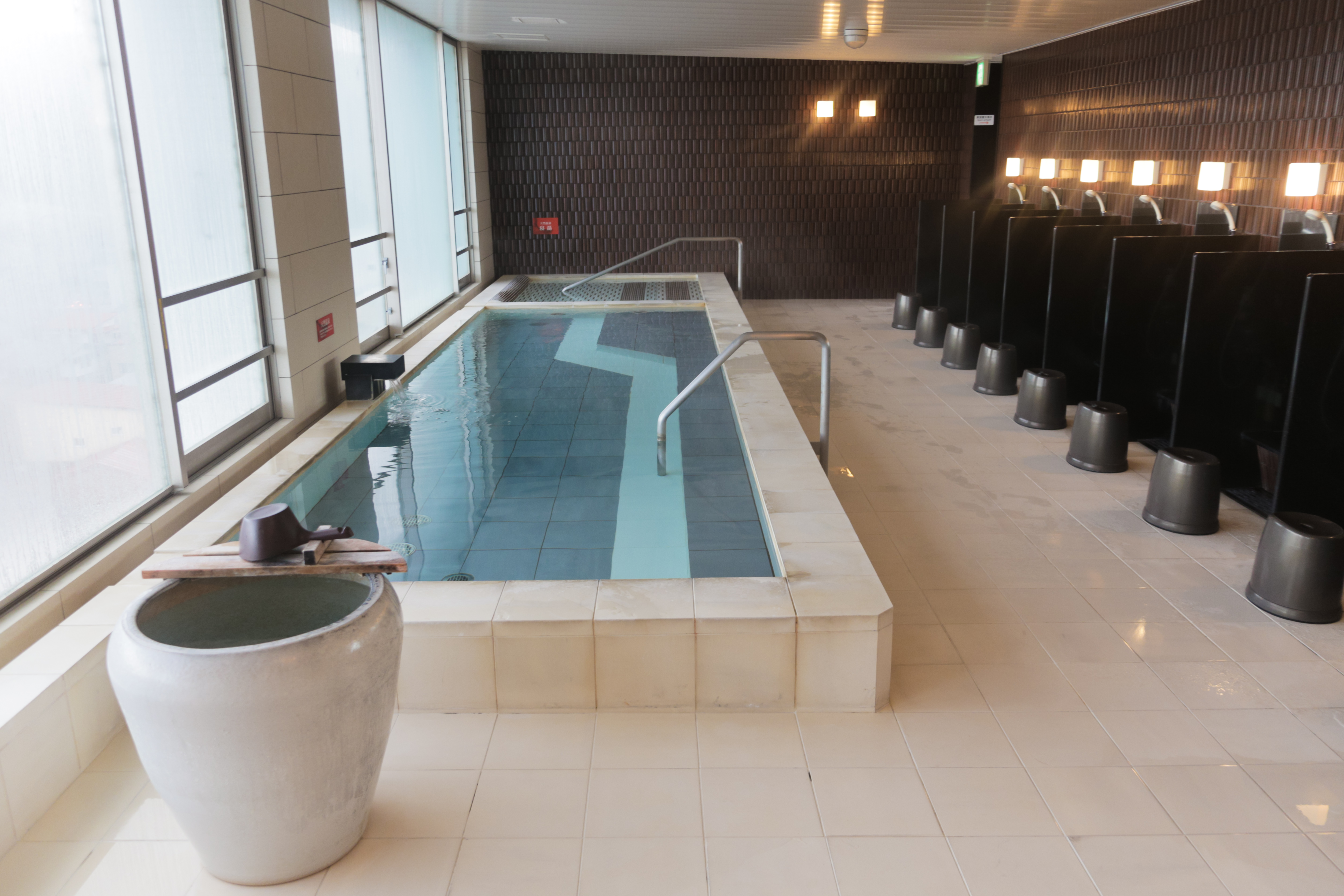
Interiorul unui sentō

Unele băi publice interzic intrarea membrilor yakuza, motivul fiind că alți clienți ar refuza să mai vină altă dată.
În zona de la intrare, se găsesc de obicei automate cu băuturi răcoritoare (uneori și bere), înghețată, scaune de masaj electric etc.